# بوبي برادفورد
بوبي برادفورد (بالإنجليزية: Bobby Bradford)‏ هو عازف جاز وملحن أمريكي، ولد في 19 يوليو 1934 في كليفلاند في الولايات المتحدة.

## وصلات خارجية
- بوبي برادفورد على موقع ميوزك برينز (الإنجليزية)
- بوبي برادفورد على موقع أول ميوزيك (الإنجليزية)
- بوبي برادفورد على موقع ديسكوغز (الإنجليزية)